# آب بشقاب
آب بشقاب، قدح مریم (نام علمی: Hydrocotyle ranunculoides) نام یک گونه از تیره عشقه‌ایان است.